# Eco (moeda)
O eco é a moeda comum proposta pela Comunidade Econômica dos Estados da África Ocidental (CEDEAO). Os planos originais previam que os estados da Zona Monetária da África Ocidental (ZMAO) introduzissem a moeda primeiro, que eventualmente seria incorporada ao franco CFA atrelado ao euro, usado pela região francófona da África Ocidental dentro da União Econômica e Monetária do Oeste Africano (UEMOA). Isso também permitirá que os estados da UEMOA obtenham total independência fiscal e monetária da França. Os estados da UEMOA, alternativamente, propuseram a reforma do franco CFA para o eco primeiro, que poderia então ser estendido a todos os estados da CEDEAO.
O eco foi adiado diversas vezes desde o lançamento do projeto de moeda única da CEDEAO, com o quinto prazo de lançamento definido para julho de 2027.